# Lamar Hunt U.S. Open Cup de 1999
A Lamar Hunt U.S. Open Cup de 1999 (em inglês U.S. Open Cup) foi a 86ª edição do torneio. Foi o primeiro torneio Open Cup a ser nomeado de Lamar Hunt. 
O Rochester Raging Rhinos da A-League venceu o Colorado Rapids por 2-0 no Columbus Crew Stadium, em Columbus, Ohio. O Rhinos se tornou a primeira equipe da liga-menor a ganhar o título desde o início da Major League Soccer, derrotando quatro times da MLS no torneio. Outra equipe da A-League - o Charleston Battery - também chegou às semifinais, e o Staten Island Vipers também da A-League, foram os times da menor-liga a derrotar uma equipe da MLS.

## Participantes
| Entram na Primeira Fase                                                                | Entram na Primeira Fase | Entram na Segunda Fase | Entram na Segunda Fase |
| USASA 4 Times                                                                          | PDL/D3 Pro 4 Times/8 Times | A-League 8 Times | MLS 8 Times |
| USASA - Bavarian Leinenkugel - Fresno Mexico SC - Los Lobos - United German-Hungarians | PDL - Cocoa Expos - Mid-Michigan Bucks - New York Freedom - Spokane Shadow D3 Pro - Arizona Sahuaros - Austin Lone Stars - Cape Cod Crusaders - Carolina Dynamo - Chico Rooks - New Jersey Stallions - Northern Virginia Royals - Wilmington Hammerheads | A-League - Charleston Battery - Jacksonville Cyclones - Minnesota Thunder - Rochester Raging Rhinos - San Diego Flash - Seattle Sounders - Staten Island Vipers - Orange County Zodiac | - Chicago Fire - Colorado Rapids - Columbus Crew - Dallas Burn - D.C. United - Los Angeles Galaxy - New York MetroStars - Tampa Bay Mutiny |

## Confrontos
|  | Terceira Rodada | Terceira Rodada            | Terceira Rodada |                      |     | Quartas de Final       | Quartas de Final | Quartas de Final |  |  | Semi Final | Semi Final | Semi Final |  |  | Final | Final | Final |  |
|  |                 |                            |                 |                      |     |                        |                  |                  |  |  |            |            |            |  |  |       |       |       |  |
|  | A-L             | Charleston Battery (PRO)   | 4               |                      |     |                        |                  |                  |  |  |            |            |            |  |  |       |       |       |  |
|  | A-L             | Charleston Battery (PRO)   | 4               |                      |     |                        |                  |                  |  |  |            |            |            |  |  |       |       |       |  |
|  | MLS             | D.C. United                | 3               |                      |     |                        |                  |                  |  |  |            |            |            |  |  |       |       |       |  |
|  | MLS             | D.C. United                | 3               |                      | A-L | Charleston Battery     | 2                |                  |  |  |            |            |            |  |  |       |       |       |  |
|  |                 |                            |                 |                      | A-L | Charleston Battery     | 2                |                  |  |  |            |            |            |  |  |       |       |       |  |
|  |                 |                            | A-L             | Staten Island Vipers | 1   |                        |                  |                  |  |  |            |            |            |  |  |       |       |       |  |
|  | MLS             | MetroStars                 | A-L             | Staten Island Vipers | 1   | 2                      |                  |                  |  |  |            |            |            |  |  |       |       |       |  |
|  | MLS             | MetroStars                 |                 |                      |     |                        |                  |                  |  |  |            |            |            |  |  |       |       |       |  |
|  | A-L             | Staten Island Vipers (PRO) | 3               |                      |     |                        |                  |                  |  |  |            |            |            |  |  |       |       |       |  |
|  | A-L             | Staten Island Vipers (PRO) | 3               |                      | A-L | Charleston Battery     | 0                |                  |  |  |            |            |            |  |  |       |       |       |  |
|  |                 |                            |                 |                      |     |                        |                  |                  |  |  |            |            |            |  |  |       |       |       |  |
|  |                 |                            | MLS             | Colorado Rapids      | 3   |                        |                  |                  |  |  |            |            |            |  |  |       |       |       |  |
|  | PDL             | Mid-Michigan Bucks         | MLS             | Colorado Rapids      | 3   | 1                      |                  |                  |  |  |            |            |            |  |  |       |       |       |  |
|  | PDL             | Mid-Michigan Bucks         |                 |                      |     |                        |                  |                  |  |  |            |            |            |  |  |       |       |       |  |
|  | MLS             | Tampa Bay Mutiny           | 2               |                      |     |                        |                  |                  |  |  |            |            |            |  |  |       |       |       |  |
|  | MLS             | Tampa Bay Mutiny           | 2               |                      | MLS | Tampa Bay Mutiny       | 0                |                  |  |  |            |            |            |  |  |       |       |       |  |
|  |                 |                            |                 |                      | MLS | Tampa Bay Mutiny       | 0                |                  |  |  |            |            |            |  |  |       |       |       |  |
|  |                 |                            | MLS             | Colorado Rapids      | 1   |                        |                  |                  |  |  |            |            |            |  |  |       |       |       |  |
|  | MLS             | Colorado Rapids            | MLS             | Colorado Rapids      | 1   | 1                      |                  |                  |  |  |            |            |            |  |  |       |       |       |  |
|  | MLS             | Colorado Rapids            |                 |                      |     |                        |                  |                  |  |  |            |            |            |  |  |       |       |       |  |
|  | A-L             | Seattle Sounders           | 0               |                      |     |                        |                  |                  |  |  |            |            |            |  |  |       |       |       |  |
|  | A-L             | Seattle Sounders           | 0               |                      | MLS | Colorado Rapids        | 0                |                  |  |  |            |            |            |  |  |       |       |       |  |
|  |                 |                            |                 |                      |     |                        |                  |                  |  |  |            |            |            |  |  |       |       |       |  |
|  |                 |                            | A-L             | Rochester Rhinos     | 2   |                        |                  |                  |  |  |            |            |            |  |  |       |       |       |  |
|  | A-L             | Rochester Rhinos           | A-L             | Rochester Rhinos     | 2   | 1                      |                  |                  |  |  |            |            |            |  |  |       |       |       |  |
|  | A-L             | Rochester Rhinos           |                 |                      |     |                        |                  |                  |  |  |            |            |            |  |  |       |       |       |  |
|  | MLS             | Chicago Fire               | 0               |                      |     |                        |                  |                  |  |  |            |            |            |  |  |       |       |       |  |
|  | MLS             | Chicago Fire               | 0               |                      | A-L | Rochester Rhinos (PRO) | 2                |                  |  |  |            |            |            |  |  |       |       |       |  |
|  |                 |                            |                 |                      | A-L | Rochester Rhinos (PRO) | 2                |                  |  |  |            |            |            |  |  |       |       |       |  |
|  |                 |                            | MLS             | Dallas Burn          | 1   |                        |                  |                  |  |  |            |            |            |  |  |       |       |       |  |
|  | MLS             | Dallas Burn                | MLS             | Dallas Burn          | 1   | 3                      |                  |                  |  |  |            |            |            |  |  |       |       |       |  |
|  | MLS             | Dallas Burn                |                 |                      |     |                        |                  |                  |  |  |            |            |            |  |  |       |       |       |  |
|  | A-L             | Jacksonville Cyclones      | 0               |                      |     |                        |                  |                  |  |  |            |            |            |  |  |       |       |       |  |
|  | A-L             | Jacksonville Cyclones      | 0               |                      | A-L | Rochester Rhinos       | 3                |                  |  |  |            |            |            |  |  |       |       |       |  |
|  |                 |                            |                 |                      |     |                        |                  |                  |  |  |            |            |            |  |  |       |       |       |  |
|  |                 |                            | MLS             | Columbus Crew        | 2   |                        |                  |                  |  |  |            |            |            |  |  |       |       |       |  |
|  | A-L             | San Diego Flash            | MLS             | Columbus Crew        | 2   | 2                      |                  |                  |  |  |            |            |            |  |  |       |       |       |  |
|  | A-L             | San Diego Flash            |                 |                      |     |                        |                  |                  |  |  |            |            |            |  |  |       |       |       |  |
|  | MLS             | Los Angeles Galaxy         | 3               |                      |     |                        |                  |                  |  |  |            |            |            |  |  |       |       |       |  |
|  | MLS             | Los Angeles Galaxy         | 3               |                      | MLS | Los Angeles Galaxy     | 1                |                  |  |  |            |            |            |  |  |       |       |       |  |
|  |                 |                            |                 |                      | MLS | Los Angeles Galaxy     | 1                |                  |  |  |            |            |            |  |  |       |       |       |  |
|  |                 |                            | MLS             | Columbus Crew        | 3   |                        |                  |                  |  |  |            |            |            |  |  |       |       |       |  |
|  | MLS             | Columbus Crew              | MLS             | Columbus Crew        | 3   | 3                      |                  |                  |  |  |            |            |            |  |  |       |       |       |  |
|  | MLS             | Columbus Crew              |                 |                      |     |                        |                  |                  |  |  |            |            |            |  |  |       |       |       |  |
|  | PDL             | Carolina Dynamo            | 0               |                      |     |                        |                  |                  |  |  |            |            |            |  |  |       |       |       |  |

### Primeira Rodada
| Data        | Divisão                | Clube                    | Score       | Clube                    | Divisão                |
| ----------- | ---------------------- | ------------------------ | ----------- | ------------------------ | ---------------------- |
| 5 de junho  | (USISL D-3 Pro League) | Wilmington Hammerheads   | 8 - 1       | Los Lobos                | (USASA)                |
| 8 de junho  | (PDL)                  | Mid-Michigan Bucks       | 3 - 2       | Austin Lone Stars        | (USISL D-3 Pro League) |
| 9 de junho  | (USISL D-3 Pro League) | Cape Cod Crusaders       | 1 - 3       | New York Freedoms        | (PDL)                  |
| 9 de junho  | (USISL D-3 Pro League) | New Jersey Stallions     | 1 - 2       | United German Hungarians | (USASA)                |
| 10 de junho | (USISL D-3 Pro League) | Northern Virginia Royals | 3 - 5       | Cocoa Expos              | (PDL)                  |
| 11 de junho | (USISL D-3 Pro League) | Arizona Sahuaros         | 3 - 2 (PRO) | Mexico SC                | (USASA)                |
| 16 de junho | (USISL D-3 Pro League) | Chico Rooks              | 2 - 3 (PRO) | Spokane Shadow           | (PDL)                  |
| 20 de junho | (USISL D-3 Pro League) | Carolina Dynamo          | 1 - 0       | Bavarian SC              | (USASA)                |

### Segunda Rodada
| Data        | Divisão                | Clube                   | Score       | Clube                    | Divisão                |
| ----------- | ---------------------- | ----------------------- | ----------- | ------------------------ | ---------------------- |
| 23 de junho | (A-League)             | Staten Island Vipers    | 7 - 0       | United German Hungarians | (USASA)                |
| 23 de junho | (A-League)             | Minnesota Thunder       | 1 - 2       | Mid-Michigan Bucks       | (PDL)                  |
| 23 de junho | (A-League)             | Seattle Sounders        | 3 - 1       | Spokane Shadow           | (PDL)                  |
| 30 de junho | (A-League)             | Rochester Raging Rhinos | 2 - 1 (PRO) | New York Freedoms        | (PDL)                  |
| 30 de junho | (A-League)             | San Diego Flash         | 9 - 2       | Arizona Sahuaros         | (USISL D-3 Pro League) |
| 6 de julho  | (A-League)             | Orange County Zodiac    | 0 - 2       | Carolina Dynamo          | (USISL D-3 Pro League) |
| 6 de julho  | (A-League)             | Charleston Battery      | 2 - 1       | Wilmington Hammerheads   | (USISL D-3 Pro League) |
| 1 de julho  | (USISL D-3 Pro League) | Cocoa Expos             | 2 - 7       | Jacksonville Cyclones    | (A-League)             |

### Terceira Rodada
| Data        | Divisão    | Clube                   | Score       | Clube                 | Divisão                |
| ----------- | ---------- | ----------------------- | ----------- | --------------------- | ---------------------- |
| 12 de julho | (PDL)      | Mid-Michigan Bucks      | 1 - 2       | Tampa Bay Mutiny      | (MLS)                  |
| 13 de julho | (MLS)      | Metrostars              | 2 - 3 (PRO) | Staten Island Vipers  | (A-League)             |
| 13 de julho | (MLS)      | Columbus Crew           | 3 - 0       | Carolina Dynamo       | (USISL D-3 Pro League) |
| 13 de julho | (MLS)      | Dallas Burn             | 3 - 0       | Jacksonville Cyclones | (A-League)             |
| 13 de julho | (MLS)      | Colorado Rapids         | 1 - 0       | Seattle Sounders      | (A-League)             |
| 14 de julho | (A-League) | Rochester Raging Rhinos | 1 - 0       | Chicago Fire          | (MLS)                  |
| 20 de julho | (A-League) | San Diego Flash         | 2 - 3       | Los Angeles Galaxy    | (MLS)                  |
| 4 de agosto | (A-League) | Charleston Battery      | 4 - 3 (PRO) | D.C. United           | (MLS)                  |

### Quartas de Final
| Data         | Divisão    | Clube                   | Score | Clube                | Divisão    |
| ------------ | ---------- | ----------------------- | ----- | -------------------- | ---------- |
| 11 de agosto | (MLS)      | Los Angeles Galaxy      | 1 - 3 | Columbus Crew        | (MLS)      |
| 11 de agosto | (A-League) | Rochester Raging Rhinos | 2 - 1 | Dallas Burn          | (MLS)      |
| 13 de agosto | (MLS)      | Tampa Bay Mutiny        | 0 - 1 | Colorado Rapids      | (MLS)      |
| 18 de agosto | (A-League) | Charleston Battery      | 2 - 1 | Staten Island Vipers | (A-League) |

### Semi Finais
| 01 de Setembro de 1999 | Columbus Crew (MLS)                  | 2 – 3  | Rochester Raging Rhinos (A-League)                       | Virginia Beach Sportsplex, Virginia Beach |
|                        | Robert Warzycha 56' · Brian West 77' | Report | 68' Darren Tilley · 86' Scott Schweitzer · 90' Tim Hardy | Público: 2 109 Árbitro: Noel Kenny (USA)  |

| 01 de Setembro de 1999 | Colorado Rapids (MLS)                       | 3 – 0  | Charleston Battery (A-League) | Virginia Beach Sportsplex, Virginia Beach   |
|                        | Jorge Dely Valdés 55', 87' · Paul Bravo 82' | Report |                               | Público: 2 109 Árbitro: Andrew Barnes (USA) |

### Final
| 13 de Setembro de 1999 | Colorado Rapids (MLS) | 0 – 2  | Rochester Raging Rhinos (A-League) | Crew Stadium, Columbus                  |
|                        |                       | Report | 65' Doug Miller · 90' Yari Allnutt | Público: 4 5 Árbitro: Tim Weyland (USA) |

## Premiação
| U.S. Open Cup de 1999                       |
| ------------------------------------------- |
| Rochester Raging Rhinos Campeão (1º título) |

## Artilheiros
| Posição | Jogador         | Clube                  | Gols |
| ------- | --------------- | ---------------------- | ---- |
| 1       | Mugurel Dumitru | San Diego Flash        | 6    |
| 2       | Jorge Munoz     | Jacksonville Cyclones  | 4    |
| 2       | Kevin Wilson    | Staten Island Vipers   | 4    |
| 2       | Brian Hunter    | Wilmington Hammerheads | 4    |